# 무학초등학교 (광주)
무학초등학교는 대한민국 광주광역시 남구에 있는 공립 초등학교이다.

## 학교 연혁
- 1938. 4. 1. 대촌학촌공립심상소학교 개교
- 1941. 4. 1  대촌학촌공립국민학교로 개칭
- 1945. 10. 1. 대촌학촌국민학교로 개칭
- 1956. 12. 2. 대촌서국민학교로 개칭(11학급)
- 1958. 4. 1. 광주서국민학교로 개칭(12학급)
- 1963. 1. 1. 무학국민학교로 개칭(18학급)
- 1967. 3. 1. 24학급 인가
- 1981. 3. 1. 병설유치원 설립인가(1학급 )
- 1995. 3. 1. 무학초등학교로 개칭(일반학급 9학급, 특수학급 1학급, 유치원 1학급)
- 1998. 5. 1. 본관 교실 18실 및 급식소 준공
- 2003. 3. 1.~2004. 6. 29. 광주광역시교육청지정 급식교육 연구학교 운영
- 2009. 3. 1.~2011. 2. 28. 교육과학기술부 요청 시지정 다문화교육 연구학교 운영
- 2011~2012 학교평가 우수학교
- 2013. 12. 1. 방과후학교 운영 최우수학교
- 2014. 2. 학력향상창의경영학교 교육과정평가원장상 수상
- 2014. 3. 1. 제27대 전금자 교장선생님 부임
- 2014. 12. 23. 시지정 방과후학교 운영 우수학교 표창
- 2015. 2. 13. 제67회 졸업(9명, 총계 6,107명)
- 2015. 3. 1. 초등학교 6학급, 유치원 1학급

## 참고 자료
- 무학초등학교 - 한국교육학술정보원 학교알리미